# Hans-Jürgen Orthmann
Hans-Jürgen Orthmann (ur. 5 lutego 1954 w Mudersbach) – niemiecki lekkoatleta, długodystansowiec, medalista halowych mistrzostw Europy w 1980. W czasie swojej kariery reprezentował Republikę Federalną Niemiec.
Zwyciężył w biegu na 3000 metrów na mistrzostwach Europy juniorów w 1973 w Duisburgu. Zajął 8. miejsce w tej konkurencji na halowych mistrzostwach Europy w 1976 w Monachium.
Zdobył brązowy medal w biegu na 3000 metrów na halowych mistrzostwach Europy w 1980 w Sindelfingen, ulegając jedynie swemu koledze z reprezentacji RFN Karlowi Fleschenowi i Klaasowi Lokowi z Holandii. Na halowych mistrzostwach Europy w 1982 w Mediolanie zajął 7. miejsce, a na halowych mistrzostwach Europy w 1983 w Budapeszcie 9. miejsce na tym dystansie.
Od 1975 do 1987 corocznie startował w mistrzostwach świata w biegach przełajowych. Największy sukces odniósł w 1980 w Paryżu, gdzie zdobył srebrny medal przegrywając tylko z Craigiem Virginem ze Stanów Zjednoczonych, a wyprzedzając Nicka Rose’a z Anglii.
Orthmann był mistrzem RFN w biegu na 5000 metrów w 1974 i 1982 oraz wicemistrzem w tej konkurencji w 1975 i 1983. W biegu na 10 000 metrów był mistrzem w 1982, wicemistrzem w 1979, 1981, 1985 i 1986 oraz brązowym medalistą w 1975, 1978 i 1980. Zwyciężał również w biegu na 25 kilometrów w 1979 i 1980, a także w biegu przełajowym na krótkiej trasie w 1980 oraz na długiej trasie w 1983 i 1984. W hali był wicemistrzem w biegu na 3000 metrów w 1975, 1976, 1980, 1982 i 1983 oraz brązowym medalistą w 1981.
Rekordy życiowe Orthmanna:
- bieg na 3000 metrów – 7:48,09 (1 września 1976, Kolonia)
- bieg na 5000 metrów – 13:30,53 (6 lipca 1978, Sztokholm)
- bieg na 10 000 metrów – 28:02,93 (29 maja 1985, Akwizgran)